# Begonia stenolepis
Espèce
Begonia stenolepis est une espèce de plantes de la famille des Begoniaceae.
L'espèce fait partie de la section Pritzelia.
Elle a été décrite en 1971 par Lyman Bradford Smith (1904-1997) et Ruth C. Smith (1908-1982).

## Répartition géographique
Cette espèce est originaire du pays suivant : Brésil.